# Meris suffusaria
Meris suffusaria är en fjärilsart som beskrevs av Mcdunnough 1940. Meris suffusaria ingår i släktet Meris och familjen mätare. Inga underarter finns listade i Catalogue of Life.